# Franco Balducci
Franco Balducci (* 23. November 1922 in Bettona, Provinz Perugia; † 7. Juni 2001 ebenda) war ein italienischer Schauspieler.

## Leben
Balducci spielte seit 1947 in zahlreichen Filmen meist Nebenrollen. Der blonde, sportlich-athletische Schauspieler war zunächst eine Idealbesetzung nach dem Krieg für den Rollentyp des romantischen, gutaussehenden Verlobten, konnte sich jedoch gegen Konkurrenten in diesem Rollenfach nicht durchsetzen. Er spielte daher Rollen aller Art, ohne seine Nische zu finden; gegen Ende seiner rund 75 Auftritte umfassenden Karriere war Balducci auch in einigen Fernsehauftritten zu sehen. Ende der 1970er Jahre zog er sich ins Privatleben zurück.

## Filmografie (Auswahl)
- 1959: Judith – Das Schwert der Rache (Giuditta e Oloferne)
- 1960: Der Bucklige von Rom (Il gobbo)
- 1960: Das Haus in der Via Roma (La viaccia)
- 1960: Und dennoch leben sie (La ciociara)
- 1961: Romulus und Remus (Romolo e Remo)
- 1964: Herkules gegen die Tyrannen von Babylon (Ercole contro i tiranni di Babilonia)
- 1965: Der Mann, der kam, um zu töten (L’uomo dalla pistola d’oro)
- 1966: Die Trampler (Gli uomini dal passo pesante)
- 1967: Mehr tot als lebendig (Un minuto per pregare, un istante per morire)
- 1967: Der Tod ritt dienstags (I giorni dell’ira)
- 1967: Von Mann zu Mann (Da uomo a uomo)
- 1967: Wanted (Wanted)
- 1967: Die Zeit der Geier (Il tempo degli avvoltoi)
- 1968: Amigos (…E per tetto un cielo di stelle)
- 1968: Django und die Bande der Gehenkten (Preparati la bara!)
- 1968: Ich bin ein entflohener Kettensträfling (Vivo per la tua morte)
- 1969: Nackt über Leichen (Una sull'altra)
- 1969: La notte dei serpenti
- 1970: Brancaleone auf Kreuzzug ins Heilige Land (Brancaleone alle crociate)
- 1971: Die Äneis (Eneide) (Fernseh-Miniserie)
- 1972: Drei Vaterunser für vier Halunken (Il grande duello)
- 1974: Mussolini – Die letzten Tage (Mussolini ultimo atto)
- 1977: Die Gangster-Akademie (La banda del trucido)